# Kastanéa (Imathie)
Kastanéa (grec moderne : Καστανέα) est une localité située dans le dème de Véria, dans le district régional d'Imathie, dans la periphérie de Macédoine-Centrale, en Grèce.
Selon le recensement de 2011, elle compte 84 habitants.